# Lelić
Lelić (Servisch cyrillisch Лелић) is een plaats in de Servische gemeente Valjevo. De plaats telt 568 inwoners (2002).

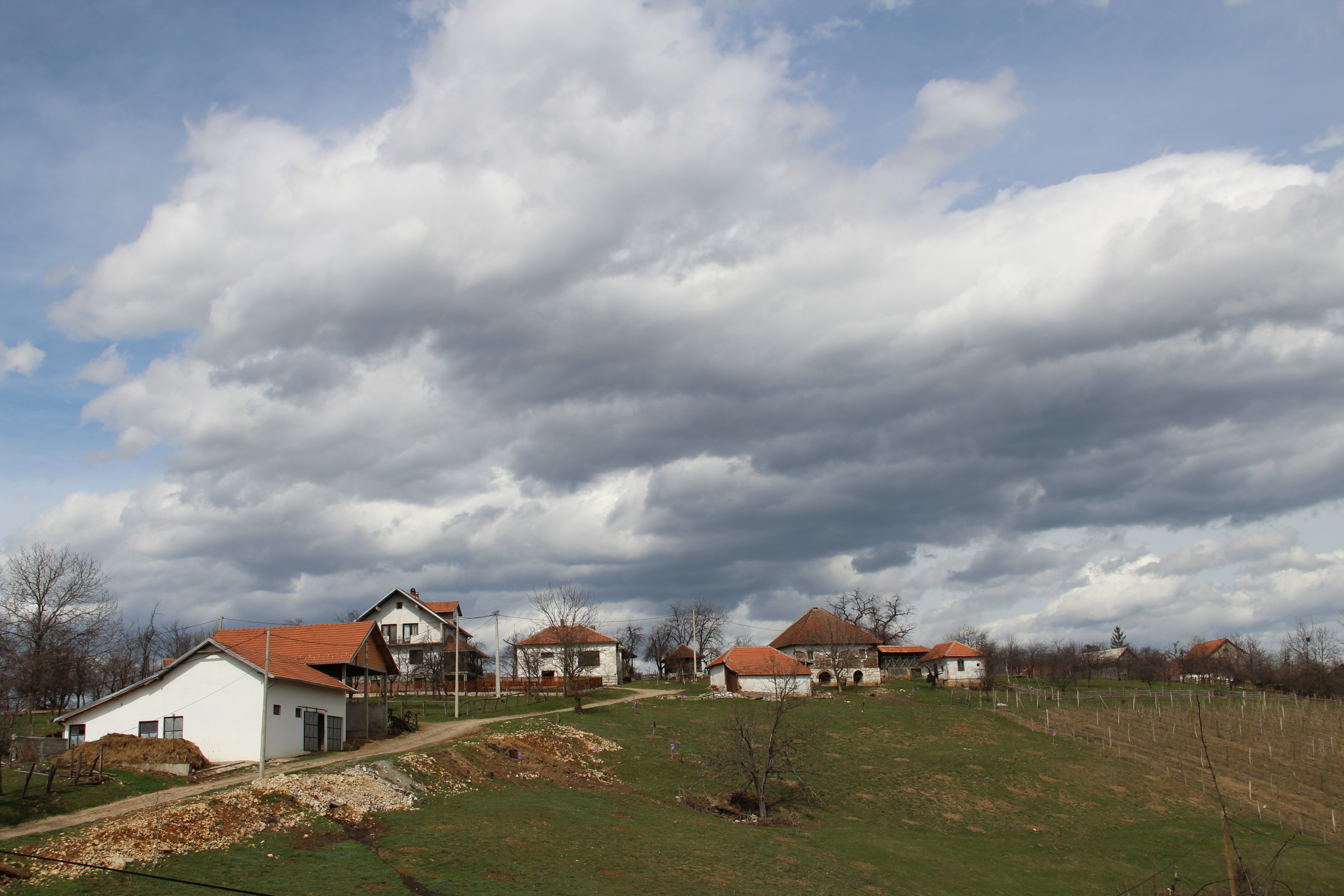
Lelic - Panorama
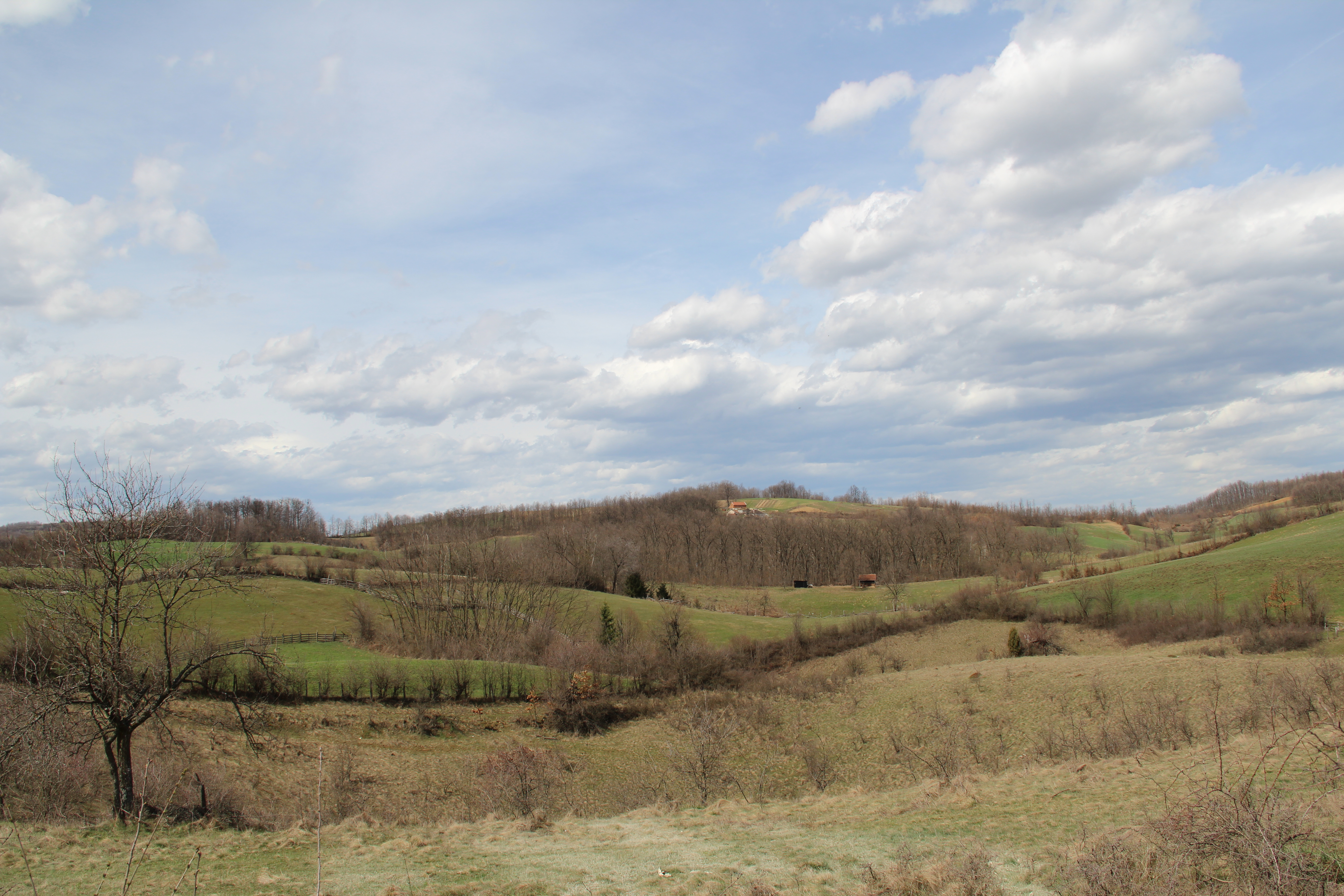
Lelic - Panorama
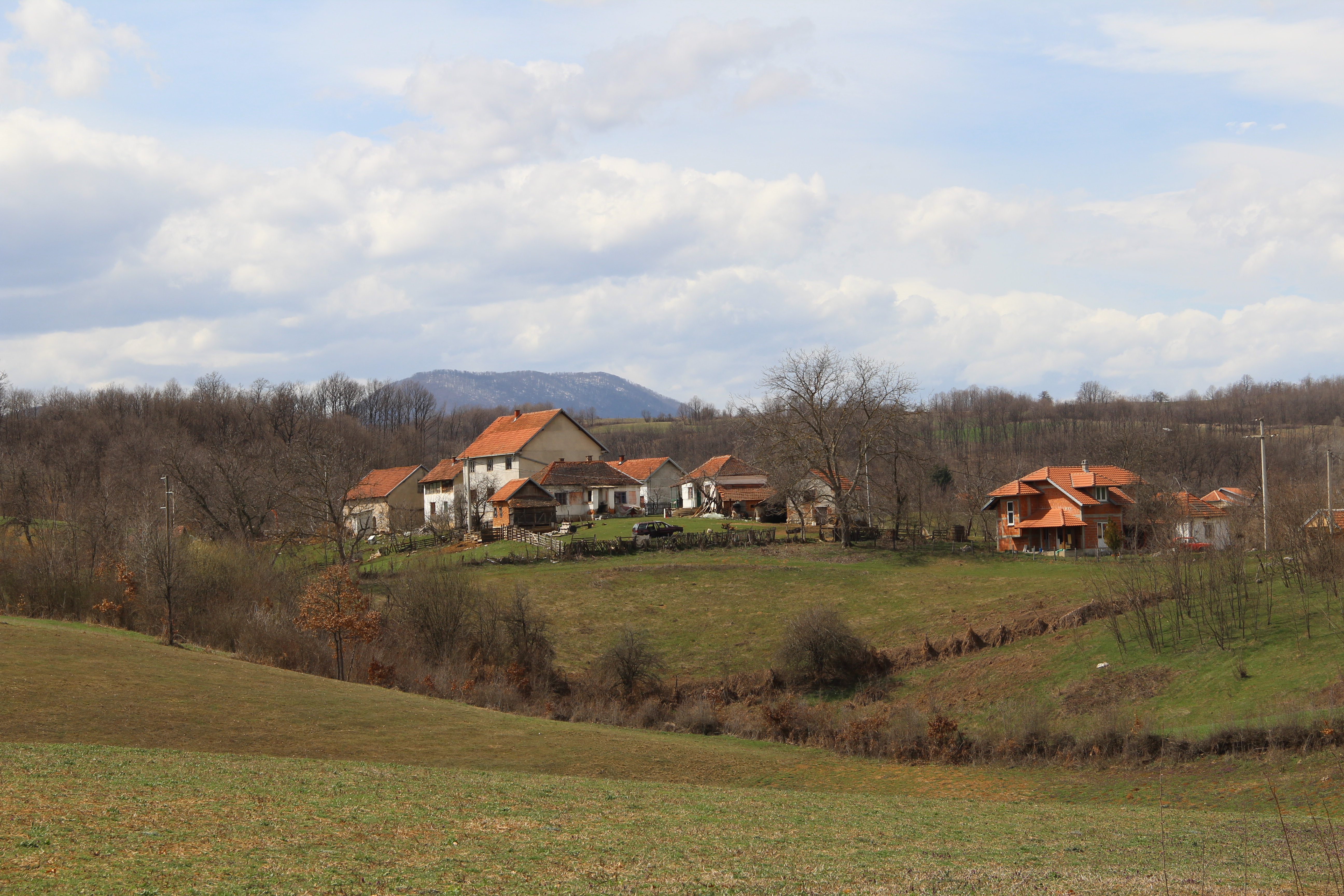
Lelic - Panorama
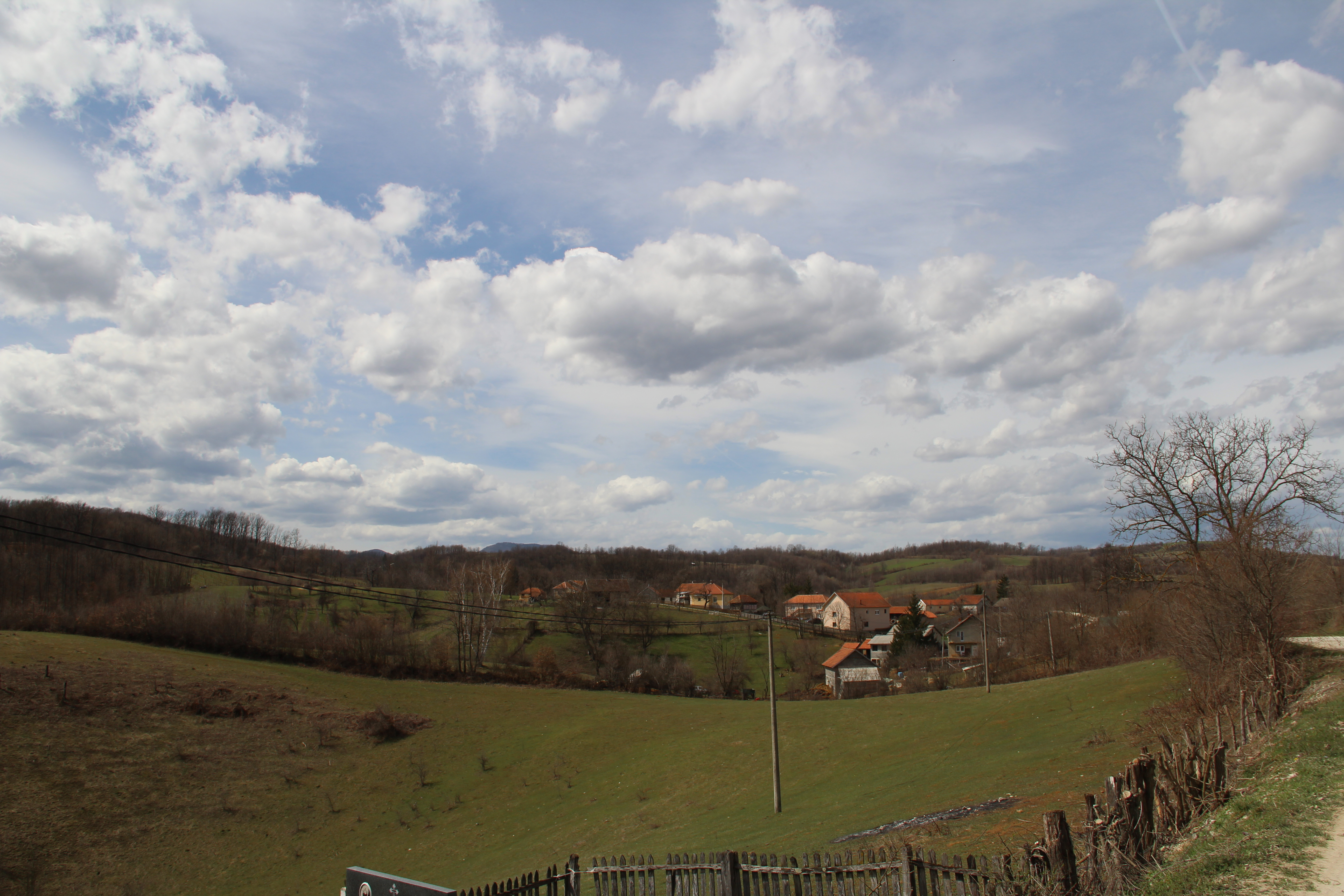
Lelic - Panorama
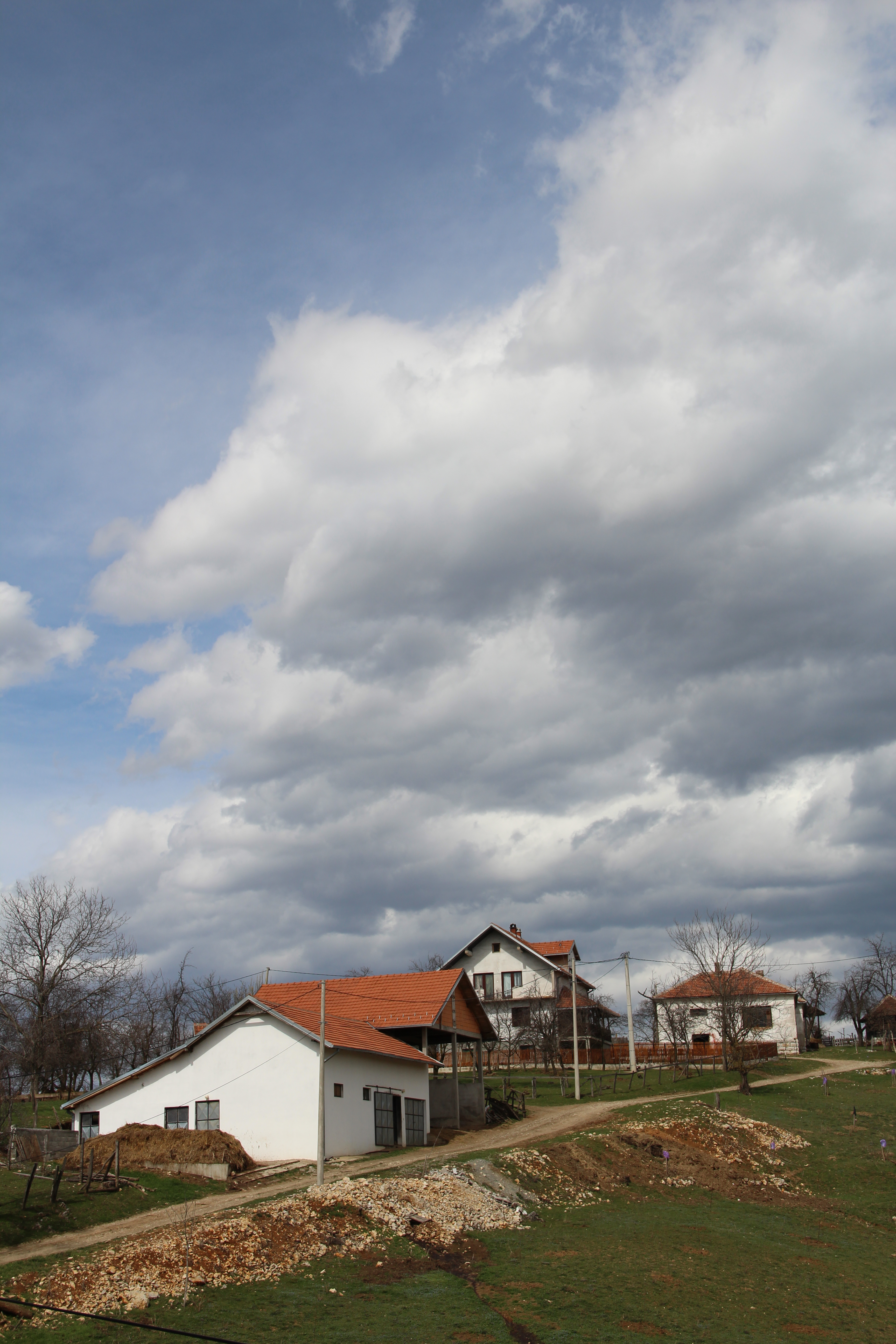
Lelic - Panorama
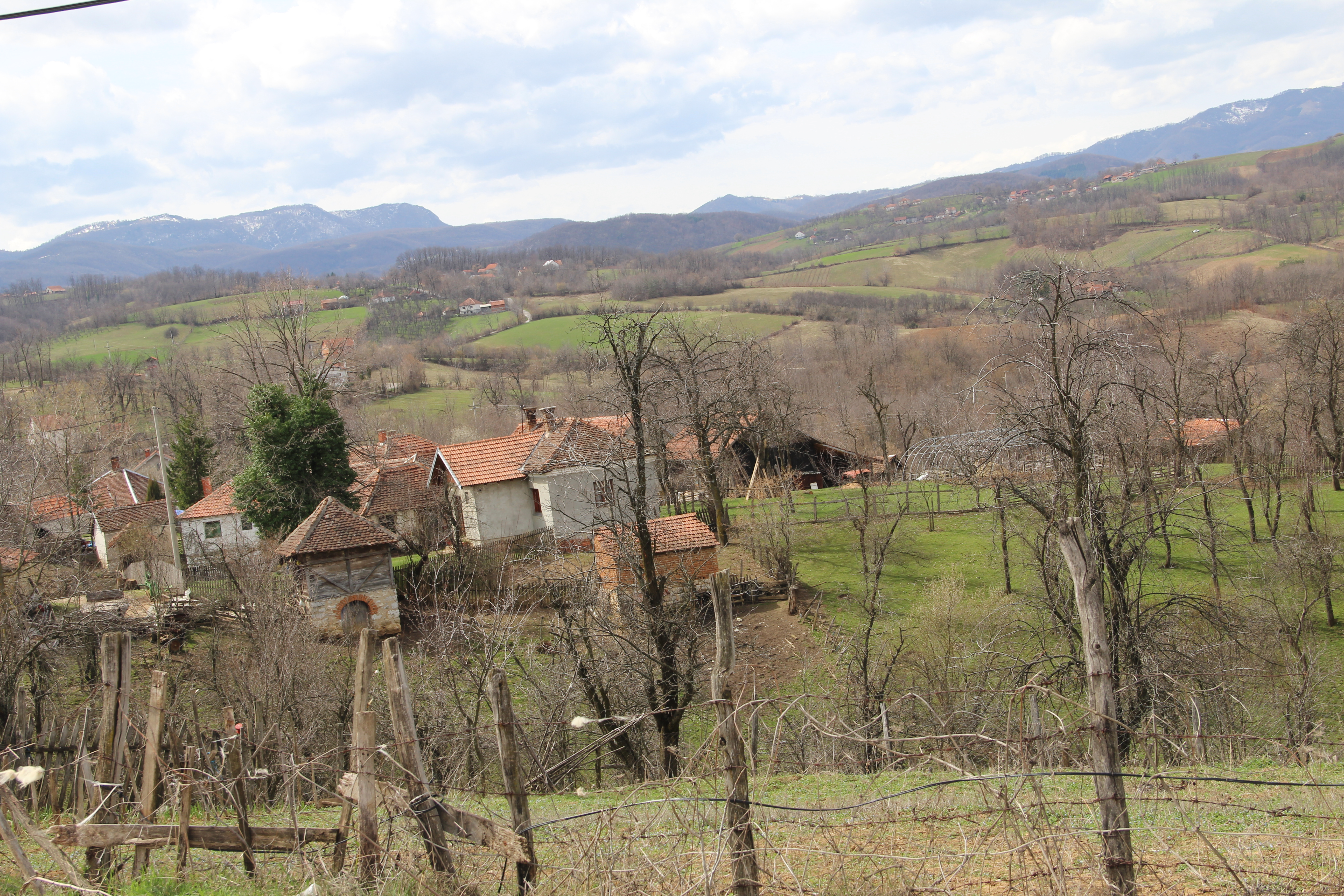
Lelic - Panorama
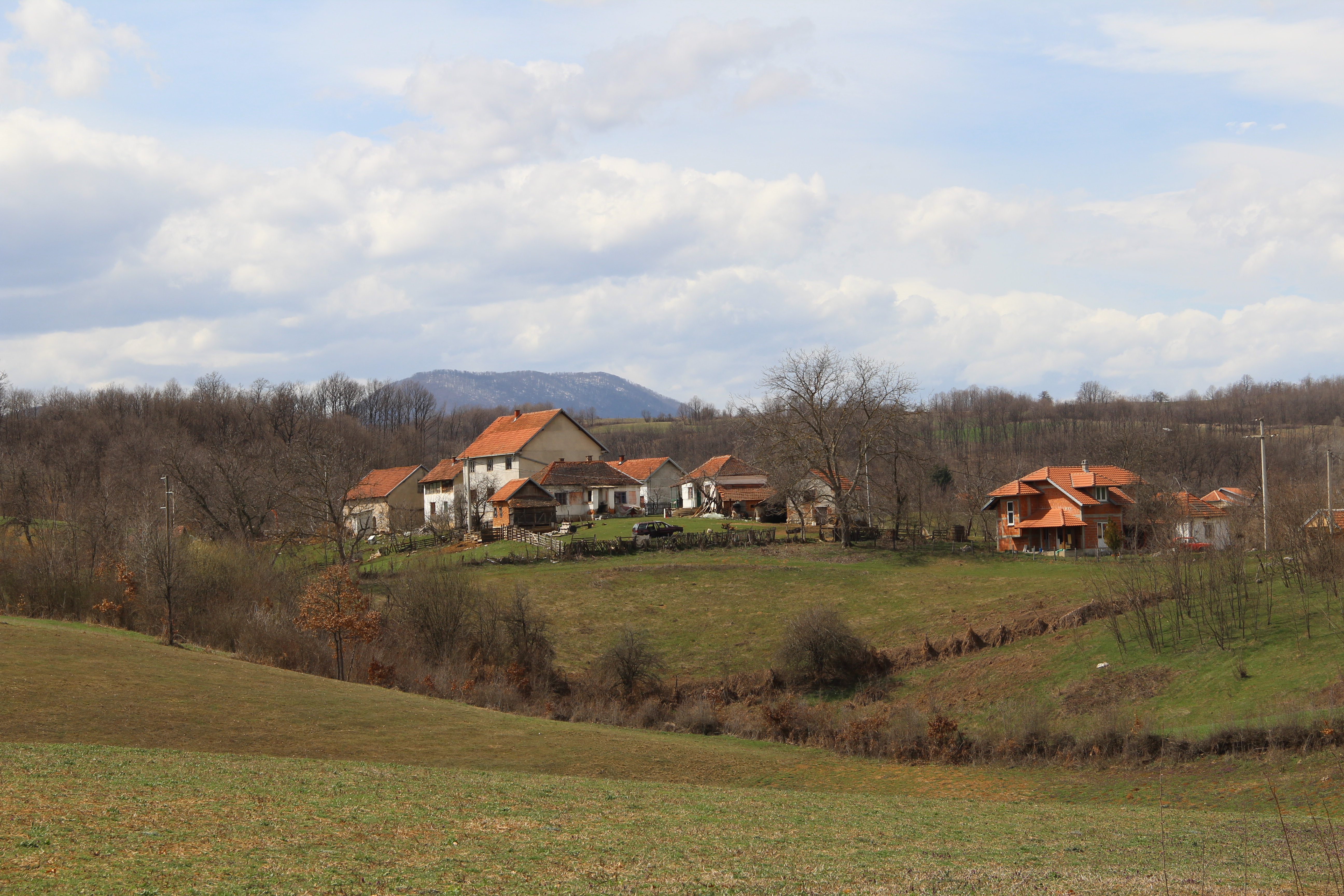
Lelic - Panorama